# Lukas Homan
Lucas Homan (Vries, 20 juni 1717 – Rolde, 11 mei 1771) was schulte van Rolde.

## Leven en werk
Homan was een zoon van Johannes Homan (1678-1735), landdagcomparant en ette van Noordenveld, en Anna Hiddingh (1683-1755). Hij was schulte van Rolde van 1748 tot zijn dood in 1771. Hij werd op 3 maart 1757 beleend met "een deel der grove en smalle tienden te Gees, in het kerspel Oosterhesselte, waarmee wijlen zijn moeder Anna Hiddinck op 9 december 1750 is beleend geweest; en van hem hulde te hebben ontvangen".
Zijn grafschrift in de kerk van Rolde luidt: 

Hier rust

de Heer Lucas Homan

in leven Scholtes van

Rolde en Rolderdingspel

die op den 11 Maij 1771

seer sübit in den oüderdom

Van bijna 54 Jaren

aan een beroerte

het tijdelijke met het

Eeuwige heeft verwisselt

Lucas Homan trouwde op 27 december 1757 te Westerbork met Aleida Nijsing (1722-1801), dochter van Hendrik Nijsing en Aaltje Oldenhuis. Uit dit huwelijk werd een zoon geboren, Johannes Homan.